# MOMOE LIVE PREMIUM
『MOMOE LIVE PREMIUM』（モモエ・ライブ・プレミアム）は、山口百恵の21枚組ライブCD-BOX。2006年1月18日発売。発売元はソニー・ミュージックダイレクト。

## 解説
- 全ライブアルバム6作（CD）と、ライブビデオ1作（DVD）をW紙ジャケットで復刻。
- 2004年に全オリジナルアルバムをハイブリッド版CDで復刻した際、それぞれのアルバム発売時のシングルのカラオケ8cm CDがおまけとして付いたが、全シングルではなかったため、本作には漏れたシングルのカラオケを8cm CD及び紙ジャケットで収納。
- 収録時間の関係でLP盤には収録されていなかった曲やMCが、当時の演奏順に合わせて追加収録されている。
- 自己規制されていた「謝肉祭」が解禁となり、『伝説から神話へ -BUDOKAN…AT LAST-』に収録され、DVDでは初の完全収録版となった。

## 収納作品
1. 百恵ライブ -百恵ちゃん祭りより- （1975年）
2. MOMOE ON STAGE （1976年）
3. MOMOE IN KOMA （1977年）
4. 百恵ちゃんまつり'78 （1978年）
5. 山口百恵リサイタル -愛が詩にかわる時-（1979年）
6. 伝説から神話へ -BUDOKAN…AT LAST- （1980年）
7. 伝説から神話へ -BUDOKAN…AT LAST- （完全オリジナル版DVD；1980年）

シングル・オリジナル・カラオケ（8cm CD）
1. 冬の色／伊豆の踊子（1974年）
2. 夏ひらく青春／愛がひとつあれば（1975年）
3. 赤い衝撃／走れ風と共に（1976年）
4. 初恋草紙／モノトーンの肖像画（1977年）
5. 赤い絆 (レッド・センセーション)／口約束（1977年）
6. 絶体絶命／落葉の里（1978年）
7. 愛染橋／イノセント（純粋）（1979年）
8. 謝肉祭／イントロダクション・春（1980年）

## 関連作品
- MOMOE PREMIUM
- MOMOE PREMIUM update
- Complete MOMOE PREMIUM